# Demografía de Nunavut
Nunavut es el territorio más extenso de Canadá, con una superficie de 1 877 787,62 km², con una población estimada de 31 906 habitantes según el censo de 2011, un 8,3% mayor que los 29 474 habitantes del censo del 2006. En el 2006, 24 630 personas se identificaron a sí mismas como inuit (el 84,1% del total de población), 100 personas como nativos norteamericanos (0,3%), 130 como Métis (0,4%), y 4410 como no aborígenes (15,1%).
La población reducida y dispersa de Nunavut hace que sea poco probable que en el futuro cercano se le conceda al territorio el estatus de provincia; aunque esto podría cambiar si Yukon —que apenas tiene un poco más de población que Nunavut— se convirtiere en provincia.

## Comunidades con más de 1000 personas
| Municipalidad       | 2016 | % cambio | 2011 | % cambio | 2006 | % cambio | 2001 | % cambio | Refs.                      |
| ------------------- | ---- | -------- | ---- | -------- | ---- | -------- | ---- | -------- | -------------------------- |
| Iqaluit             | 7740 |          | 6699 | 8,3      | 6184 | 18,1     | 5236 | 24,1     | [ a ] [ 4 ] [ 5 ] [ 6 ]    |
| Rankin Inlet        | 2842 |          | 2266 | -3,9     | 2358 | 8,3      | 2177 | 5,8      | [ a ] [ 7 ] [ 8 ] [ 9 ]    |
| Arviat              | 2657 |          | 2318 | 12,5     | 2060 | 8,5      | 1899 | 21,8     | [ 10 ] [ 11 ] [ 12 ]       |
| Baker Lake          | 2069 |          | 1872 | 8,3      | 1728 | 14,7     | 1507 | 8,8      | [ 13 ] [ 14 ] [ 15 ]       |
| Cambridge Bay       | 2006 |          | 1608 | 8,9      | 1477 | 12,8     | 1309 | -3,1     | [ a ] [ 16 ] [ 17 ] [ 18 ] |
| Pond Inlet          | 1617 |          | 1549 | 17,8     | 1315 | 7,8      | 1220 | 5,7      | [ 19 ] [ 20 ] [ 21 ]       |
| Igloolik            | 1682 |          | 1454 | -5,5     | 1538 | 19,6     | 1286 | 5,5      | [ 22 ] [ 23 ] [ 24 ]       |
| Kugluktuk           | 1491 |          | 1450 | 11,4     | 1320 | 7,4      | 1212 | 0,9      | [ 25 ] [ 26 ] [ 27 ]       |
| Pangnirtung         | 1481 |          | 1425 | 7,5      | 1325 | 3,8      | 1276 | 2,7      | [ 28 ] [ 29 ] [ 30 ]       |
| Cape Dorset         | 1441 |          | 1363 | 10,3     | 1236 | 7,7      | 1148 | 2,7      | [ 31 ] [ 32 ] [ 33 ]       |
| Gjoa Haven          | 1324 |          | 1279 | 20,2     | 1064 | 10,8     | 960  | 9,2      | [ 34 ] [ 35 ] [ 36 ]       |
| Naujaat/Repulse Bay | 1082 |          |      |          |      |          |      |          |                            |
| Cylde River         | 1053 |          |      |          |      |          |      |          |                            |
| Taloyoak            | 1029 |          |      |          |      |          |      |          |                            |